# Београд (филм)
Београд или Београд са Борисом Малагурским (енгл. Belgrade with Boris Malagurski) је српско-канадски документарни филм из 2013. године у режији Бориса Малагурског, о Београду, главном граду Србије. Филм промовише Београд, српску културу, традицију, храну и начин живота у Београду.

## О филму
Сценарио за филм је написан 2007. године. Снимање није одмах почело због недостатка финансијских средстава. Трејлер за филм снимљен је крајем 2011. године. Захваљујући њему сакупљена су средства за снимање филма. Филм је сниман на више од 80 локација у граду.
Снимање филма су финансијски помогли Министарство културе, Град Београд, Правни факултет, Радио-телевизија Србије, као и појединци из земље и иностранства.
Директор фотографије је Младен Јанковић, визуелне ефекте је урадио Алекс Тселекидис, музику Вељко Кузманчевић, а монтажу Јована Димитријевић.
Филм приказује богату историју града, његова културна и природна богатства, богат ноћни живот и велику гастрономску понуду. У филму је интервјуисан Новак Ђоковић, као најпознатији Београђанин.

## Приказивање
Премијера филма у Србији одржана је 19. октобра 2013. године у великој дворани Сава центра.
Немачка премијера филма одржана је 6. априла 2014. године у Берлину, у сали црквеног храма Свети Сава.
Аустријска премијера филма одржана је у Метропол биоскопу у Инзбруку.
Филм је широј публици у Србији први пут приказан 20. октобра 2014. године на програму РТС 2.

## Борис Малагурски о филму
Мада филм има за циљ да привуче стране туристе, то није класични туристички документарац. Не причамо само о доброј храни и лудом проводу, већ и о особеном хумору, јединственој култури и начину живота овог града. Трудили смо се да кроз причу о Београду представимо целу Србију, да после толико негативних вести причамо о позитивним странама наше земље.— Борис Малагурски